# Диалект
Диалектът (от гръцки διάλεκτος) е разновидност на езика, която не е кодифицирана (за разлика от книжовния език) и която се използва за неформално общуване (устно, а понякога и писмено) между хората от дадена териториално или социално обусловена езикова общност. Макар диалектът да не е формално кодифициран, той има свои характерни граматически, фонетични, синтактични и преди всичко лексикални особености, които го отличават повече или по-малко от книжовния език. Диалектологията е науката, която изучава диалектите.
Трябва да се прави разлика между диалект и акцент. Акцентът се отнася единствено за фонологичните особености на говора, т.е. до звученето. Така например за човек, който говори меко книжовен български, казваме, че говори с мек акцент, а не с мек диалект.
В зависимост от разпространението си диалектите биват териториални (местни, географски, локални) и социални.
Териториалният диалект е разновидност на езика, която се използва на част от езиковата територия и служи като пълноценно средство за общуване на населението на тази територия, задоволявайки всички негови нужди.
Социалният диалект (социолектът) е езикова разновидност, присъща на повече или по-малко обособени групи, изградени на основата на производствени или други интереси, на социален слой или класа в обществото или субкултура. Според много езиковеди социолектът не е диалект в истинския смисъл на думата.

## Книжовен (литературен) език и диалект
Книжовният (литературният) език е кодифицирана разновидност на езика. Той обикновено се поддържа от институциите в държавата. Така например със закон или друг нормативен акт може да е посочено кои езикови конструкции се смятат за правилни. В училищата се изучава правопис и правоговор. Вестниците, радиото и телевизията се стремят да използват книжовния език.
Книжовният език може да бъде формиран въз основа на конкретен диалект. Въпреки това дори и в този случай той не съвпада с него, тъй като постепенно се обогатява от други диалекти, в него се внасят думи от чужди езици и т.н. Почти винаги книжовният език има конкретни граматически правила.
Някои диалекти могат да бъдат по-отдалечени от книжовния език в сравнение с други. Това обаче не е основание да считаме хората, които използват такъв по-отдалечен диалект, за некултурни, необразовани и др. В някои случаи дискриминацията на хората въз основа на използвания от тях диалект достига драстични размери, като това се обосновава със съображения, подобни на следните:
1. Не може да има единство на нацията без единство в езика.
2. Езикът е една от най-съществените характеристики на нацията.
3. Всеки човек, който принадлежи на нацията, трябва да използва един вариант на езика – книжовния. Това трябва да се прави при всяка форма на общуване – официална и неофициална.
4. Правилното използване на езика е постижимо само от малка част от обществото, останалите нямат право да участват в кодификацията на езика. По такъв начин книжовният език се превръща в социален диалект на елита и онези, които искат да принадлежат към този елит, трябва да възприемат и прилагат постулираните езикови правила.
5. Нормата на езика се определя в центъра на нацията, обикновено столицата и околностите. Периферните области не участват при формирането на книжовния език.
6. Целта на всички езикови правила е, от една страна, да се противодейства на заплахите за съществуването или единството на езика, а от друга страна, да наложат използването на езика в други страни или области, където той се поддържа от демографски или икономически силна нация.

## Език и диалект
Често възникват спорове за това дали дадена езикова разновидност е отделен език, или само диалект. В езикознанието не съществува универсален критерий, по който да се решава дали два диалекта принадлежат на един език. Обикновено се приема, че два диалекта принадлежат на един език, ако хората, които ги употребяват, могат да се разбират взаимно.
Понякога употребата на термините „език“ и „диалект“ е политически мотивирана. Така например причините, поради които норвежкият и датският език се смятат за два отделни езика, а не за варианти на един и същ език, имат политически, а не езиков характер. В действителност датският и норвежкият език си приличат толкова много, че норвежците могат да разбират датски, а датчаните – норвежки. Подобно е положението и с езика в България и Северна Македония. Според лингвиста Макс Вайнрайх езикът е диалект с армия и флота.
Пример за обратното дават немският и италианският език. Северните немски диалекти са значително по-близки до холандския език, отколкото до немския. Немските диалекти в Швейцария и западната част на Австрия са толкова различни от стандартния немски език, че по-голямата част от населението на Германия не може да ги разбира (при общуване с чужденци обаче швейцарците винаги говорят на стандартен немски, а не на своя диалект). Това показва, че от лингвистична гледна точка диалектите в Швейцария и западна Австрия не са немски, а на друг език.
Подобно е положението с италианските диалекти. В Ломбардия и Сицилия се говорят диалекти, които се различават значително от стандартния италиански и хората, живеещи далеч от Ломбардия (или съответно Сицилия), ги разбират дори по-трудно, отколкото например испанския език. Затова в езикознанието се говори за ломбардски и сицилиански език, които не са диалекти на италианския език, макар това да е свързано с усложнения от политически характер.
Преди разпадането на комунистическа Югославия е използван терминът сърбохърватски език с два книжовни варианта – източен (сръбски) и западен (хърватски). През 1974 г. е приета поправка в хърватската конституция, според която в Хърватия се говори хърватски език, през 1988 г. обаче конституционният съд отменя тази поправка. След разпадането на федерацията през 1991 г. в Хърватия се възстановява използването на наименованието хърватски език, в Сърбия се приема, че се говори сръбски език, а в Босна и Херцеговина се приема, че бошняците използват босненски език. Хърватите в Босна и Херцеговина обаче наричат езика си хърватски, а сърбите там – сръбски, макар и да е различен вариант от този, който се използва в Република Сърбия. Черна гора също има тенденция да нарича езика си черногорски.
След падането на режима на Франсиско Франко в Испания там е признато съществуването на баски, каталонски и галисийски език. През 1983 г. е издаден закон, според който каталонският език се използва в образованието и местната власт в автономната област Валенсия. В този закон езикът обаче е наречен валенсиански, а не каталонски. От една страна, това породи предложения за промяна на правописа; от друга страна, това означава, че под каталонски език се разбира само езикът на Каталония. Появи се и понятието балеарски език – езикът, използван на Балеарските острови. По-късно се появиха още и понятията астурски и арагонски език.
В северната част на Полша се използва литературен език, наричан кашубски. В Полша обаче почти винаги за него се говори като за диалект на полския език, а не като отделен литературен език.

## Парадигмааусбаушпрахе – абщандшпрахе – дахшпрахе
Парадигмата аусбаушпрахе – абщандшпрахе – дахшпрахе е разработена, с цел да подпомогне анализа и класификацията на разновидностите на езиците, като предложи друга гледна точка към езиковите спорове. Според авторите на концепцията новообразуваните немски термини имат точни дефиниции и не са натоварени с политическо, културно и емоционално значение, за разлика от политически натоварените понятия „език“ и „диалект“.
Аусбау-език (аусбаушпрахе, Ausbausprache) е език, който има кодифицирано произношение и граматика и относително богат и ясен речник. Това понятие се припокрива до голяма степен с понятието книжовен, литературен език. Две разновидности на езика, при които е налице взаимно разбиране, все пак могат да се разглеждат като два различни езика, ако всеки от тях е аусбау-език според тази дефиниция. Примери са сръбският и хърватският език, а също българският и македонският език. Не е важно дали езикът е национален – каталонският език не е национален, но е аусбау-език.
Абщанд-език (абщандшпрахе, Abstandsprache) е езикова разновидност, която дотолкова се различава от всеки друг език, че не може да се разглежда като диалект на никой друг език. Няма значение дали тази езикова разновидност е формирала собствен аусбау-език (т.е. дали има своя книжовна форма). Според тази дефиниция не може да се говори за отделни български и македонски абщанд-езици и съответно българската диалектология изучава и славянските диалекти на територията на Северна Македония.
Дах-език (дахшпрахе, Dachsprache) е разновидност на езика, която служи като стандартен език за различни диалекти, най-често свързани в диалектен континуум. Възможно е тези диалекти да са толкова различни помежду си, че да не е налице взаимна разбираемост. Например стандартният немски език служи като дах-език за немските диалекти в Швейцария, макар че последните са доста различни от него. Българският аусбау-език не служи като дах-език за диалектите на територията на Северна Македония, такъв дах-език е македонският аусбау-език. Българските диалекти в Гърция нямат дах-език.

## Други значения на думата „диалект“
В англоезичната диалектология е възприета терминология, която се различава значително от терминологията в повечето европейски страни. Тук всяка кодифицирана разновидност на езика, т.е. разновидност на книжовния език, също се приема за диалект. Такъв диалект се нарича стандартен диалект, стандартизиран диалект или стандартен език (standard dialect, standardized dialect, standard language). Така например британският, американският и индийският английски език се наричат стандартни диалекти на английския език, а не форми на книжовния английски език.
Антропологичното езикознание дефинира диалекта като разновидност на езика, използвана в дадена общност. Тук разликата между диалект и език е като разликата между конкретно и абстрактно или между частно и общо. В този смисъл никой не говори на „език“, а всеки говори на диалект от даден език. Онези, които определят даден диалект като книжовен език, изразяват по този начин социална характеристика, отношение към съответния диалект.
В историческото езикознание всеки език се смята за диалект на езика, от който е произлязъл. Например българският език е диалект на съществувалия някога южнославянски език, който от своя страна е диалект на още по-отдавна съществувалия праславянски език, а последният е диалект на балтославянския език и т.н. Всички романски езици (италиански, испански, френски, румънски и др.) са диалекти на латинския език. Тази парадигма не е безпроблемна: тук не се отчита начинът, по който са се развивали езиците. От гледна точка на произхода (от който се интересува историческото езикознание) испанският и италианският език са по-близки до френския език, отколкото помежду си. Същевременно обаче испанският и италианският език са се променяли по-бавно от френския език (и съответно са останали по-близки до латинския език), вследствие на което днес испанският и италианският си приличат повече, отколкото испанският и френският или италианският и френският.